# Gonzalo de Jesús Rivera Gómez
Gonzalo de Jesús Rivera Gómez (Marinilla, Antioquia, 3 de noviembre de 1933-Rionegro, Antioquia, 20 de octubre de 2019) fue un obispo católico colombiano. Fue obispo auxiliar de la arquidiócesis de Medellín, de la cual, una vez retirado fungió como emérito.

## Biografía

### Formación
Realizó su formación secundaria, en el Seminario Menor de Medellín. Realizó sus estudios de filosofía y teología en el Seminario Mayor de la misma ciudad. 

### Sacerdocio
Fue ordenado sacerdote el 16 de octubre de 1960 en Medellín. Arquidiócesis a la que ha estado incardinado.
Ha desempeñado los siguientes cargos: vicario parroquial de Armenia de febrero a julio de 1961; Capellán de Coltejer y miembro de la oficina de pastoral de conjunto de 1961 a 1964; vicario ecónomo de Armenia de 1964 a 1965; vicario ecónomo de la parroquia San Martín de Porres de Medellín de 1967 a 1971; vicario foráneo, zona del centro, de 1968 a 1971; párroco de la parroquia Nuestra Señora del Rosario de Itagüí de 1971 a 1988; vicario foráneo, Zona de Itagüí de 1972 a 1976; vicario foráneo, vicaría de San Basilio, de 1980 a 1983; vicario episcopal de la Zona VII de 1983 a 1988; párroco de la parroquia Nuestra Señora del Rosario de Bello de 1988 hasta marzo de 1998. Contemporáneamente con este último oficio fungio de 1988 a 1993 como vicario de la Zona V y desde el 1 de marzo de 1994 como vicario episcopal de la zona pastoral III.

## Episcopado

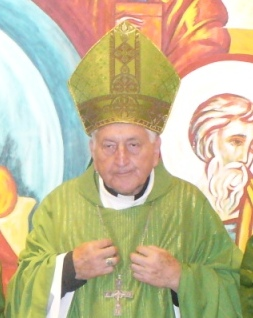
El obispo Rivera, en 2008.

### Obispo Auxiliar de Medellín
El 28 de enero de 1998 fue nombrado obispo auxiliar de Medellín y titular de Bennefa.
Recibió la ordenación episcopal el 25 de marzo de 1998 en la Catedral de Medellín, de manos del entonces arzobispo de Medellín Alberto Giraldo Jaramillo, quien fue el consagrador principal y fueron co-consagrantes el arzobispo Héctor Rueda Hernández y el cardenal Paolo Romeo.

### Renuncia
El 16 de febrero de 2010 el papa Benedicto XVI aceptó su renuncia por motivos de edad. 

### Fallecimiento
Fungió como obispo auxiliar emérito de Medellín hasta su fallecimiento a los 85 años.